# Sućeska-Andželate
Sućeska-Andželate (chirilic: Сућеска-Анџелате), anterior numit Andželati (Анџелате), este un sat din comuna Andrijevica, Muntenegru. Conform datelor de la recensământul din 2003, localitatea are 134 de locuitori (la recensământul din 1991 erau 164 de locuitori).

## Demografie
În satul Andželati locuiesc 103 persoane adulte, iar vârsta medie a populației este de 38,8 de ani (36,7 la bărbați și 41,0 la femei). În localitate sunt 42 de gospodării, iar numărul mediu de membri în gospodărie este de 3,19.
Această localitate este populată majoritar de sârbi (conform recensământului din 2003).
|  |

| Demografie | Demografie | Demografie |
| An         | Locuitori  | Locuitori  |
| ---------- | ---------- | ---------- |
|            |            |            |
|            |            |            |
|            |            |            |
|            |            |            |
| 1948       | 117        |            |
| 1953       | 139        |            |
| 1961       | 119        |            |
| 1971       | 144        |            |
| 1981       | 95         |            |
| 1991       | 164        | 164        |
| 2003       | 146        | 134        |

| \| Componența etnică conform recensământului din 2003[2] \| Componența etnică conform recensământului din 2003[2] \| Componența etnică conform recensământului din 2003[2] \| Componența etnică conform recensământului din 2003[2] \| Componența etnică conform recensământului din 2003[2] \| \| ----------------------------------------------------- \| ----------------------------------------------------- \| ----------------------------------------------------- \| ----------------------------------------------------- \| ----------------------------------------------------- \| \| \| \| \| \| \| \| Sârbi \| Sârbi \| \| 123 \| 91,79% \| \| Muntenegreni \| Muntenegreni \| \| 6 \| 4,47% \| \| necunoscută \| necunoscută \| \| 5 \| 3,73% \| |              |  |     |        |
| Componența etnică conform recensământului din 2003 |              |  |     |        |
| |              |  |     |        |
| Sârbi | Sârbi        |  | 123 | 91,79% |
| Muntenegreni | Muntenegreni |  | 6   | 4,47%  |
| necunoscută | necunoscută  |  | 5   | 3,73%  |